# سر جوري (فلم 1938)
سر جوري (بالإنجليزية: The Jury's Secret) هو فيلم دراما أمريكي من إنتاج عام 1938 وإخراج إدوارد سلومان وبطولة كينت تايلور وفاي وراي وجين دراويل.

## روابط خارجية
- مقالات تستعمل روابط فنية بلا صلة مع ويكي بيانات